# Реформи Володимира Великого
Реформи Володимира Великого — програма Володимира Святославича орієнтувалась на відновлення досягнень Аскольдової доби, але за нових умов кінця X — початку XI ст. Реформи Володимира охопили широке коло проблем.
Суть адміністративної реформи полягала у ліквідації «племінних князівств». До кінця X століття Київська Русь складалась з ряду «племен», що зберігали свою автономію. Всього було 7 або 8 головних «племінних» утворень: поляни, сіверяни, деревляни, дреговичі, кривичі, в'ятичі й, можливо радимичі. Взаємини між верховною владою Києва й місцевою «племінною» адміністрацією ускладнювалися невиробленістю юридичної основи. Реформа, здійснена Ольгою в 946 р. після приборкання деревлян, повинна була визначити розмір данини та межі повинностей. Але це не усунуло причини проблем. Володимир ліквідував саму систему «племінних» князівств. Територію Русі він поділив на 8 адміністративних округів. Створено Новогородську, Київську, Переяславську, Чернігівську, Володимирську волості та ін. В кожну з них призначалася довірена особа, згодом — його сини або родичі. Таким чином, сини (родичі) Володимира діставали уділи не одразу, а після того як виростали. 

## Військова реформа
Військова реформа Володимира спрямовувалася на посилення оборони держави. Мета її полягала в ліквідації «племінних» військових об'єднань і злитті воєнної системи з системою феодального землеволодіння. Великий князь роздавав земельні маєтності конкретним особам із зобов'язанням військової служби та організації оборони в масштабах тих володінь. Наслідки військової реформи виявилися дуже скоро і мали великий вплив на хід державних справ. З одного боку, вона дозволила створити могутній заслон на південних рубежах країни проти степовиків, а з другого — спричинила утворення нової або молодшої знаті — дружини, цілком залежної від великого князя. В давньоруському епосі новостворена знать була опорою Володимира на противагу родовому боярству.

## Судова реформа
Судова реформа Володимира полягала в розмежуванні єпископського та місцевого судів. Спроба ввести смертну кару за особливо тяжкі злочини зазнала невдачі.

## Освітня реформа
З прийняттям християнства освіта і шкільництво набули розвитку, завдяки чому Русь прилучилася до античної культури та науки. Перше свідчення про школи на Русі датоване 988 р. і пов'язане з її хрещенням. Князь Володимир відкрив при Десятинній церкві школу «книжного вчення», в якій навчалося 300 дітей. Вони функціонували як школи підвищеного типу, де викладали 7 вільних мистецтв. Навчання здійснювалося у процесі роботи з книжкою, з текстом. Молодь готували до діяльності в різних сферах державного, культурного та церковного життя.

## Релігійна реформа
Очевидний крах давньоруського язичництва примусив князя серйозно замислитися з приводу дальших кроків у релігійній сфері життя. Християнство було не єдиним варіантом. Реальна ситуація пропонувала цілий ряд інших альтернатив: юдаїзм, іслам, буддизм. Отже, питання полягало в тому, якій з релігійних систем віддати перевагу. На перше місце закономірно претендувало християнство, проповідуване переважною більшістю країн, з якими Русь мала найтісніші стосунки: з Візантією, Чехією, Польщею та іншими. Але існував ще й інший бік справи, з яким треба було рахуватися: прийняття християнства з Візантії створювало сприятливі умови Візантії для втручання у внутрішні справи Русі. Подібно до свого батька, Святослава, Володимир побоювався небажаних наслідків. З другого боку, християнство вже досить глибоко вкорінилося у самій Русі: християнами були Ольга та брати Володимира — Ярополк та Олег. Спочатку Володимир навіть зробив відчайдушну спробу запровадити на Русі іслам. Відомості про цей релігійний експеримент можна знайти у арабського письменника ал-Марвазі. Іслам не мав жодних коренів на Русі, це була віра абсолютна чужа для східних слов'ян.
За літописним переказом розповідається katana loh про прихід до Києва місіонерів від чотирьох найзначніших церков: ісламу-від Волзької Булгарії, католицтва — від Германії, юдаїзму — від Хозарії, православ'я — від Візантії. Місія мусульман, латинян, юдаїстів зазнала повної поразки. Найбільше Володимиру сподобалася промова грецького проповідника. Після хрещення киян, Володимир наказав ставити храми по тих місцях, де стояли язичницькі ідоли.